# ルキウス・カニニウス・ガッルス
ルキウス・カニニウス・ガッルス（ラテン語: Lucius Caninius Gallus、生没年不明）は紀元前1世紀中期の共和政ローマの政治家・軍人。紀元前37年に執政官（コンスル）を務めた。

## 出自
ガッルスはプレブス（平民）であるカニニウス氏族の出身。氏族で正規執政官となったのは、彼が最初である。父は紀元前56年の護民官ルキウス・カニニウス・ガッルスである。母方の祖父はガイウス・アントニウス・ヒュブリダであり、したがってマルクス・アントニウスは大叔父になる。小アントニアやクレオパトラ・セレネ2世などのアントニウスの子とガッルスははとこということになる。

## 経歴
遅くとも紀元前40年までにプラエトル（法務官）を務めたと思われる。紀元前37年にはマルクス・ウィプサニウス・アグリッパと共に、執政官に就任した。
ガッルスはラテン語のエレギア詩人セクストゥス・プロペルティウスのパトロネスであったと思われる。

## 家族
ガッルスには同名の息子がおり、紀元前2年に執政官となった。

## 参考資料

### 古代の資料
- ウァレリウス・マクシムス『有名言行録』

### 研究書
- Cairns, Francis, Sextus Propertius: The Augustan Elegist (2006),
- Broughton R. Magistrates of the Roman Republic. - N. Y. , 1952. - Vol. II. - P. 558.